# Samuel Hadida
Samuel Hadida (17 de desembre de 1953 - 26 de novembre de 2018) va ser un productor de cinema francès nascut al Marroc.

## Vida i carrera
Hadida va néixer a Casablanca, Marroc. El 1978, va cofundar l'empresa Metropolitan Filmexport amb el seu germà Victor. Més tard, la companyia es va convertir en una distribuïdora independent de pel·lícules d'èxit al món francòfon. Metropolitan Filmexport és el distribuïdor francès actual de pel·lícules de Lionsgate i, abans, New Line Cinema (Warner Bros. ara estrena pel·lícules de New Line).
El 1990, Hadida va formar una nova companyia, Davis Films. Des de 1993, la companyia ha produït més de trenta pel·lícules de Hollywood, sent Amor a boca de canó la primera.
Tot i que Hadida va contribuir a la indústria cinematogràfica durant moltes dècades, el seu treball per liderar la franquícia cinematogràfica Resident Evil és el més conegut per ell. Quan Hadida va saber que el projecte tenia dificultats, va contactar amb Constantin Film i va oferir un acord de risc 50/50. Aquest projecte, així com el seu treball amb l'adaptació cinematogràfica de Silent Hill, ha contribuït al seu reconeixement dins el regne de les adaptacions de videojocs.
Hadida va morir a l'Hospital de Santa Mònica de la UCLA després d'una curta malaltia.

## Controvèrsia
El 2011, Davis Films va signar un acord per crear una adaptació cinematogràfica de la sèrie de llibres House of Night. Hadida and his company did not follow through on producing the film, yet retained the rights until 2Hadida i la seva companyia no van seguir endavant amb la producció de la pel·lícula, però van conservar els drets fins al 2020. Això va alterar la base de fans de la sèrie, provocant tensió entre Hadida i els autors de la sèrie, P . C. Cast i Kristin Cast.

## Filmografia
- 1993: Only the Strong (productor)
- 1993: Amor a boca de canó (productor)
- 1993: Killing Zoe (productor)
- 1993: Necronomicon (productor)
- 1995: The Expert (productor executiu)
- 1995: Crying Freeman (productor)
- 1996: Tensió a l'autovia (productor)
- 1996: The Adventures of Pinocchio (productor)
- 1997: Rhinoceros Hunting in Budapest (productor)
- 1997: Nirvana (productor)
- 1998: Soldat de fortuna (productor executiu)
- 1999: The Big Brass Ring (productor executiu)
- 1999: Inferno (productor)
- 1999: Freeway II: Confessions of a Trickbaby (productor executiu)
- 2000: Dancing at the Blue Iguana (productor executiu)
- 2001: El pacte dels llops (productor)
- 2001: Laguna (productor)
- 2002: Resident Evil (productor)
- 2002: Spider (productor)
- 2002: Sweat (productor)
- 2002: Break of Dawn (productor)
- 2002: Les regles del joc (productor executiu)
- 2003: Matana MiShamayim (productor)
- 2004: Sof HaOlam Smola (productor)
- 2004: Resident Evil: Apocalipsi (productor executiu)
- 2004: Five Children and It (productor)
- 2004: Nova França (productor)
- 2004: The Bridge of San Luis Rey (productor)
- 2005: Bona nit i bona sort (productor executiu)
- 2005: El aura (productor)
- 2005: Domino (productor)
- 2005: Lassie (productor)
- 2006: Silent Hill (productor)
- 2006: Moscow Zero (productor)
- 2006: La dàlia negra (productor executiu)
- 2006: El perfum: història d'un assassí (productor executiu)
- 2007: 88 minuts (productor)
- 2007: Resident Evil: Extinció (productor)
- 2007: Mr. Magorium i la seva botiga màgica (productor executiu)
- 2008: The Secret of Moonacre (productor)
- 2009: The Imaginarium of Doctor Parnassus (productor)
- 2009: Solomon Kane (productor)
- 2010: Resident Evil: Ultratomba (productor)
- 2011: Blitz (productor executiu)
- 2011: Conan the Barbarian (productor executiu)
- 2011: La pesca del salmó al Iemen (productor executiu)
- 2012: 10 jours en or (productor)
- 2012: Resident Evil: Venjança (productor)
- 2012: Silent Hill: Revelation (productor)
- 2013: Un llarg viatge (productor executiu)
- 2014: The Expendables 3 (productor)
- 2014: Sin City: A Dame to Kill For (productor executiu)
- 2015: L'Odeur de la mandarine (productor executiu)
- 2015: Un plus une (productor)
- 2016: Criminal (productor executiu)
- 2016: El viatge de la Fanny (productor)
- 2016: Mechanic: Resurrection (productor executiu)
- 2016: Resident Evil: The Final Chapter (productor)
- 2017: Everyone's Life (productor)
- 2017: Loue-moi! (productor)
- 2017: L'escorta del sicari (productor executiu)
- 2017: Papillon (productor executiu)
- 2017: Chacun sa vie
- 2018: Love Addict (productor)
- 2018: Belleville Cop (productor)
- 2018: Hunter Killer (productor executiu)
- 2018: La voix humaine (productor)
- 2019: Sœurs d'armes (productor) (estrena pòstuma)
- 2019: Les Plus Belles Années d'une vie (productor) (estrena pòstuma)
- 2019: Lucky Day (pel·lícula) (productor) (estrena pòstuma)
- 2019: Rambo: Last Blood (productor executiu) (estrena pòstuma)
- 2024: The Crow (productor) (estrena pòstuma)